# Línea Roja (Metro de Washington)
La Línea Roja del Metro de Washington es una línea de tránsito rápido que opera 27 estaciones en el condado de Montgomery, Maryland y el Distrito de Columbia, Estados Unidos. Es la línea principal que sirve al centro de Washington, y la más antigua y más ocupada de todo el sistema. La línea forma, una larga y angosta U en sus terminales en Shady Grove y Glenmont.
Localmente, la línea Roja es conocida como Shady Grove Route (A) y Glenmont Route (B), en Metro Center.
La lInea Roja necesita 44 trenes (10 trenes de 8 vagones y 34 de seis, que consisten en 284 vagones en total) para operar a toda capacidad.

## Estaciones
Las siguientes estaciones se encuentran a lo largo de la línea, de noroeste a noreste.
- Shady Grove
- Rockville
- Twinbrook
- White Flint
- Grosvenor–Strathmore
- Medical Center
- Bethesda
- Friendship Heights
- Tenleytown–AU
- Van Ness–UDC
- Cleveland Park
- Woodley Park–Zoo/Adams Morgan
- Dupont Circle
- Farragut North
- Metro Center (transferencia a las líneas Azul, Naranja y la planeada Plata)
- Gallery Pl–Chinatown (transferencia a las líneas Verde y Línea Amarilla)
- Judiciary Square
- Union Station
- Avenida Nueva York–Avenida Florida–Universidad Gallaudet
- Avenida Rhode Island–Brentwood
- Brookland–CUA
- Fort Totten (transferencia a las líneas Verde y Línea Amarilla durante las horas no hora pico)
- Takoma
- Silver Spring
- Forest Glen
- Wheaton
- Glenmont